# Richmond Barracks

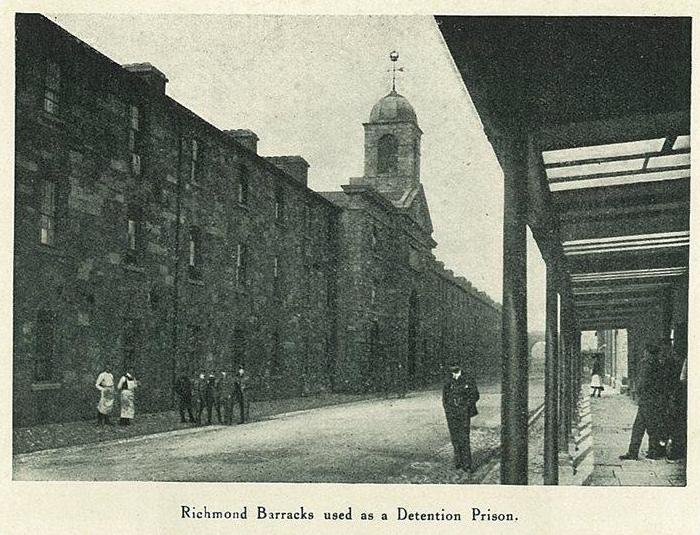
Fotografía de los "Richmond Barracks" en Dublín, circa 1916.

Richmond Barracks fue un cuartel del ejército británico en Inchicore, Dublín, Irlanda. Actualotografía mente es un museo.

## Historia
Los cuarteles, que recibieron el nombre de Charles Lennox (gobernador general de la Norteamérica británica), se completaron en 1810 y fueron ocupados por primera vez por el ejército británico en 1814.
Muchos irlandeses estuvieron estacionados allí antes de ir al extranjero para luchar en la Primera Guerra Mundial . Durante la Primera Guerra Mundial, el cuartel también sirvió como el segundo depósito de caballería proporcionando alojamiento para el 4.º Queen's Own Hussars, el 8.º King's Royal Irish Hussars, el 11.º Húsar y el 13.º Húsar .
El diputado Michael Conaghan dijo : "Los edificios restantes de los cuarteles de Richmond aquí tienen conexiones muy específicas con el Alzamiento de Pascua y sus consecuencias inmediatas. Después de la rendición, los británicos lo designaron como centro de detención para más de 3000 presuntos rebeldes, hasta que fueran liberados o enviados a campos de prisioneros en Inglaterra, Gales e Irlanda del Norte. . . Los signatarios de la Proclamación (con la excepción de James Connolly) y otros líderes también fueron internados, sometidos a consejo de guerra y condenados a muerte en los cuarteles antes de ser enviados a la cárcel de Kilmainham para su ejecución". Un ejemplo de esto fue el caso de J.J. Walsh, condenado a muerte. El primer ministro del Reino Unido HH Asquith visitó el 12 de mayo de 1916, después de lo cual no se llevaron a cabo más ejecuciones de prisioneros.
Después de que se fundara el Estado Libre de Irlanda en 1922, los cuarteles fueron ocupados por el ejército irlandés y se llamaron brevemente Keogh Barracks, en honor al comandante Tom Keogh, que luchó en la guerra de independencia. El gobierno irlandés cerró Keogh Barracks en 1922.
El edificio pasó a manos de Dublin Corporation y se utilizó para albergar a las familias de Dublín que estaban en la lista de viviendas; construyeron Keogh Square, que fue demolido en 1970, y fue reemplazado por St. Michaels Estate allí. Al mismo tiempo que la transferencia del cuartel a la corporación, Christian Brothers compró tres de los edificios y convirtió dos de ellos en aulas y lo llamó "St Michaels Christian Brothers School", una escuela nacional que se inauguró en 1929. La presidenta Mary Robinson visitó la escuela en octubre de 1996. Cerró en 2006.

## Museo
En mayo de 2016, como parte de las celebraciones del centenario del Alzamiento de Pascua, Richmond Barracks reabrió como museo, incorporando el cercano cementerio Goldenbridge.